# Echoes (앙군의 음반)
Echoes는 앙군의 다섯번째 음반이다. 2011년에 발표되었다.